# Gare de Saint-Florent-sur-Cher
Gare de Saint-Florent-sur-Cher – stacja kolejowa w Saint-Florent-sur-Cher, w departamencie Cher, w Regionie Centralnym-Dolinie Loary, we Francji. Jest zarządzana przez SNCF (budynek dworca) i przez RFF (infrastruktura). Znajduje się na 282,708 km linii Joué-lès-Tours – Châteauroux, na wysokości 73 m n.p.m.
Została otwarta w 1861 przez Compagnie du chemin de fer de Paris à Orléans (PO). Stacja jest obsługiwana przez pociągi TER Centre oraz pociągi Intercités. Jest również stacją kolejową obsługiwana przez pociągi towarowe Fret SNCF.

## Położenie
Stacja znajduje się na linii Bourges – Miécaze, w km 239,239, pomiędzy stacjami Bourges i Lunery, na wysokości 148 m n.p.m.

## Linie kolejowe
- Bourges – Miécaze
- Saint-Florent-sur-Cher – Issoudun